# Zamojne, Tokmak
Zamojne (în ucraineană Заможне, în germană Alt Montal) este un sat în comuna Jovtneve din raionul Tokmak, regiunea Zaporijjea, Ucraina. Satul a fost locuit de germanii pontici.  

## Demografie
Componența lingvistică a localității Zamojne
     Ucraineană (81,06%)
     Rusă (18,94%)
Conform recensământului din 2001, majoritatea populației localității Zamojne era vorbitoare de ucraineană (81,06%), existând în minoritate și vorbitori de rusă (18,94%).